# Sir William Peel Island
Sir William Peel Island är en ö i Indien.   Den ligger i unionsterritoriet Andamanerna och Nikobarerna, i den sydöstra delen av landet, 2 500 km sydost om huvudstaden New Delhi. Arean är 24,8 kvadratkilometer.
Terrängen på Sir William Peel Island är platt. Öns högsta punkt är 67 meter över havet. Den sträcker sig 7,3 kilometer i nord-sydlig riktning, och 5,1 kilometer i öst-västlig riktning.  I omgivningarna runt Sir William Peel Island växer i huvudsak städsegrön lövskog.